# Classifica perpetua della Korean League Cup
La Classifica perpetua della K-League Cup è una speciale classifica che raggruppa i risultati complessivi di tutte le squadre che hanno partecipato almeno una volta alla coppa nazionale sud-coreana. La classifica è aggiornata al termine della stagione 2010. Le squadre in grassetto parteciperanno anche alla stagione 2011.
Tutte le partite sono calcolate secondo l'attuale sistema (vittoria: 3 punti, pareggio: 1 punto)

## Classifica
Si sono giocate diciannove edizioni della K-League Cup. (includendo l'edizione 1985 e le edizioni dal 1992 escludendo la 2003). Ma dal 1997 al 2000 è esistita una K-League Cup supplementare, così i vincitori sono 23.
| Pos. | Squadra                 | Stagioni | G   | V  | N  | P  | GF  | GS  | DR  | Pt  | Titoli vinti | Finalista |
| ---- | ----------------------- | -------- | --- | -- | -- | -- | --- | --- | --- | --- | ------------ | --------- |
| 1    | Ulsan Hyundai           | 19       | 196 | 92 | 42 | 62 | 271 | 214 | 57  | 318 | 4            | 3         |
| 2    | Busan I'Park            | 19       | 203 | 84 | 39 | 80 | 237 | 245 | -8  | 291 | 3            | 4         |
| 3    | FC Seoul                | 19       | 196 | 82 | 40 | 74 | 252 | 237 | 15  | 286 | 2            | 4         |
| 4    | Jeju United             | 19       | 193 | 79 | 39 | 75 | 234 | 232 | 2   | 276 | 3            | 2         |
| 5    | Suwon Samsung Bluewings | 14       | 157 | 79 | 32 | 46 | 225 | 177 | 48  | 269 | 6            |           |
| 6    | Seongnam Ilhwa Chunma   | 18       | 172 | 78 | 34 | 60 | 214 | 193 | 21  | 268 | 3            | 3         |
| 7    | Pohang Steelers         | 19       | 186 | 73 | 38 | 75 | 218 | 213 | 5   | 257 | 2            | 2         |
| 8    | Jeonbuk Hyundai Motors  | 15       | 153 | 55 | 31 | 67 | 195 | 198 | -3  | 196 |              | 1         |
| 9    | Chunnam Dragons         | 15       | 138 | 51 | 24 | 63 | 163 | 178 | -15 | 177 |              | 3         |
| 10   | Daejeon Citizen         | 13       | 134 | 41 | 28 | 65 | 140 | 172 | -32 | 151 |              | 1         |
| 11   | Incheon United          | 7        | 70  | 20 | 21 | 29 | 73  | 84  | -11 | 81  |              |           |
| 12   | Daegu FC                | 7        | 67  | 19 | 22 | 26 | 97  | 111 | -14 | 79  |              |           |
| 13   | Gyeongnam FC            | 5        | 43  | 16 | 10 | 17 | 45  | 50  | -5  | 58  |              |           |
| 14   | Sangju Sangmu Phoenix   | 7        | 65  | 14 | 16 | 35 | 43  | 84  | -41 | 58  |              |           |
| 15   | Jeonbuk Buffalo         | 1        | 6   | 2  | 0  | 4  | 7   | 15  | -8  | 6   |              |           |
| 16   | Gangwon FC              | 2        | 9   | 1  | 0  | 8  | 9   | 20  | -11 | 3   |              |           |
| 17   | Gwangju FC              |          |     |    |    |    |     |     |     |     |              |           |